# 千葉美裸
千葉 美裸（ちば みら、1986年〈昭和61年〉2月5日 - 2022年〈令和4年〉12月）（享年36）は、日本の女優、シンガーソングライター。ロックバンドSCARLET DIVAのボーカル、愛知県出身。アンビバレント所属。

## 来歴
女優を目指し、上京して働いていたところを、映画プロデューサーと監督にスカウトされる。2年後に、河合勇人が監督した映画『花影』でジュエリーデザイナーのアシスタントカヨ役として出演した。以後は映画やドラマなどに出演するほか、シンガーソングライターとして短編映画へ楽曲提供や主演映画で主題歌を手がけた。2010年にap bank fes kotimarketに出演した。
2022年3月に著名な映画プロデューサーから性被害に遭っていた経験を打ち明け、映画監督の園子温が「加害者の一人」だと主張した。園は千葉の証言を報じた『週刊女性』は事実と異なるなど反論し、出版元に損害賠償と謝罪広告などを求めて東京地裁で係争している。
2022年12月に東京都内の自宅で自死と見られる状態で発見された。36歳没。

## 人物
- 映画『夜だからNight,Because』では200人の候補者の中から監督、脚本家、プロデューサー満場一致で主演のエリカ役に選ばれ「この役を演じるために生まれてきたような女優」と評された。
- ロシアV-ROXフェスティバルのライブMCで、ロシアがルーツであると明かしている。
- 3歳からクラシックバレエ、ヒップホップ、ジャズなどのダンスを習い、ダンスチームに所属してナイキのショーやダンスコンテストでグランプリを受賞した。
- 日本だけでなく外国人と混血であるとTwitterなどで発言している。

## 主な出演作品

### 映画
- 愛より強く（監督：高橋栄一） 芽依 役
- cry（日韓合作映画） 沙希役
- blue ivey（日本台湾合作映画） 東條エレナ 役
- White Wall（オーストラリア映画） ヒロイン アキ 役
- 天の茶助 - ポンの母 役
- 夜だからNight,Because - 主演 エリカ 役
- 俺は、君のためにこそ死ににいく（2007年、東映） - 女学生役
- 花影（2008年、ビーワイルド） - カヨ 役
- BALLAD 名もなき恋のうた（2009年、東宝） - 端女 役
- ヴィヨンの妻 〜桜桃とタンポポ〜（2009年、東宝） - 婦人警官 役
- わたしにできることのすべて（2010年） - 主演 桜井凛 役
- DIRTY MARY（2011年）
- 非金属の夜（2013年） - 中立のミューズ 役

### テレビドラマ
- NHK 土曜ドラマ『トップセールス』（2008年） -  恋人 役
- NHK 環境特集番組『SAVE THE FUTURE』（2009年） - 謎のメイド 役
- NHK 連続テレビ小説『つばさ』（2009年） - OL 役

### CM
- アパマン情報館
- Cuca & Betty イメージモデル
- Diva Couture イメージモデル（2014年）
- BELINDA イメージモデル（2017年〜）

### 楽曲提供
- 夜だからNight,Because エンディング曲「So Strong」（SCARLET DIVA）
- ニコン CM「眠れる森の美女」（監督：渡辺伸次） CM曲「So Strong」（SCARLET DIVA）
- キングレコード 劇場版『怪談新耳袋 殴り込み!』 主題歌（SCARLET DIVA）
- 『わたしにできることのすべて』（監督：冨樫森） 主題歌
- 『真空時間』（監督：宮田宗吉）

### 写真集・書籍
- マガジンハウス BRUTUS クルマのある風景（撮影：笠井爾示）
- 主婦と生活社 ar キラ星ガール
- アリミノ出版 FAmagazine 表紙モデル、ポートレート（SCARLETDIVA） 出演
- 玄光社 実践 映像ライティング 表紙モデル（2006年、著：櫻井雅章）
- アクトコール LISCO イメージキャラクター（2009年）